# Derendingen
Derendingen je část německého města Tübingen v Bádensku-Württembersku. Nachází se na okraji města, jižně od centra a má 6000 obyvatel (2005).

## Historie
První písemná zmínka je z roku 1089. Nálezy ze 7. století, ale dokazují již dřívější, pravděpodobně alamanské, osídlení. Derendingen je známý jako místo působení slovinského reformátora Primože Trubara v 16. století. Roku 1934 byl připojen k Tübingenu.